# Margarinfabriken Svea
Margarinfabriken Svea, även Cocos- & Margarin AB Svea, Nya Margarin AB Svea och Margarinbolaget, var en tillverkare av margarin i Kalmar. Bolaget grundades 1905 och började sälja margarin under varumärkena Svea Gräddmargarin, Svea Margarin och Margaron. År 1925 lanserades ett smörblandat margarin, Runa, som blev en stor framgång. Margarinfabriken Sveas Ragnar Jeansson initierade Margarinfabrikernas Försäljnings AB som senare fick namnet Margarinbolaget.
Margarine Unie, som senare blev Unilever, gick in som delägare 1927 och 1947 blev fabriken en del av AB Liva Fabriker, när Unilever genomförde en omorganisation. År 1961 lades tillverkningen i Kalmar ned.
i det tidigare fabriksområdet ligger numera köpcentret Baronen.